# Elizabeth Lapovsky Kennedy

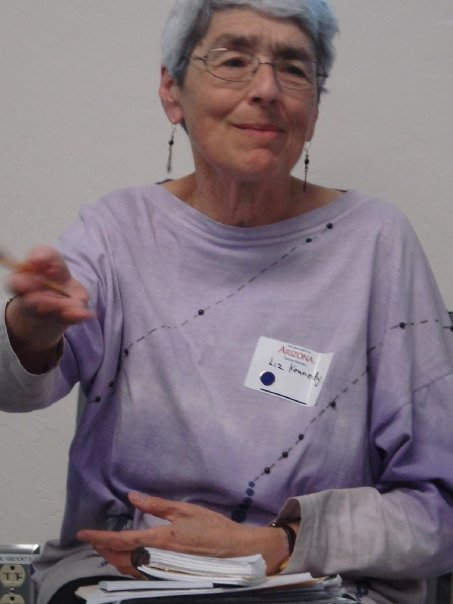
Liz Kennedy (2008)

Elizabeth Lapovsky Kennedy (* 3. Dezember 1939 in Brooklyn, New York City) ist eine US-amerikanische Autorin, Anthropologin, Frauenrechtlerin und LSBT-Aktivistin.

## Leben
Ihre Eltern sind der US-amerikanische Neurologe Arthur Joseph Lapovsky und Martha Schulman Lapovsky. Sie besuchte das Erasmus Hall Gymnasium in New York City. Von 1956 bis 1960 besuchte sie das Smith College und erwarb 1960 einen Bachelor-Abschluss in Philosophie. Danach studierte sie an der University of New Mexico Anthropologie. Sie heiratete in Kalifornien den Beatnik und Autoren Perry Kennedy. Für weitere Studien ging sie nach England an die University of Cambridge, wo sie 1972 ihre Promotion in Sozialanthropologie erreichte, und wurde in jenen Jahren in England in die Anti-Vietnamkrieg-Bewegung involviert. Während ihrer Zeit in Cambridge produzierte Kennedy drei Dokumentarfilme über die indigenen Völker Südamerikas. An der Universität Buffalo erhielt sie ihre erste Anstellung für eine Lehrtätigkeit in American Studies, wo sie ebenso bei der Gründung des Women's Studies College half.
Im Januar 1998 zog Kennedy nach Tucson, Arizona, um Leiterin der Abteilung für Frauenstudien an der Universität von Arizona zu werden. Ihre langjährige Lebensgefährtin in späteren Lebensjahren ist die US-amerikanische Autorin Madeline Davis.

## Werke (Auswahl)
- Feminist Scholarship: Kindling in the Groves of Academe, 1983
- Boots of Leather, Slippers of Gold: A History of a Lesbian Community, 1993
- Constructing an Ethnohistory of the Buffalo Lesbian Community: Reflexivity, Dialogue, and Politics, gemeinsam mit Madeline Davis, in: Out in the Field: Reflections of Lesbian and Gay Anthropologists, 1996
- But We Could Never Talk about It: The Structures of Lesbian Discretion in South Dakota in Inventing Lesbian Cultures in America, ed. von Ellen Lewin, 1996
- These Natives Can Speak for Themselves: The Development of Gay and Lesbian Community Studies in Anthropology in: Out in Theory: The Emergence of Gay and Lesbian Anthropology, 2002
- Women's Studies for the Future: Foundations, Interrogations, Politics, 2005

## Auszeichnungen und Preise (Auswahl)
- 1993: Ruth-Benedict-Preis für Boots of Leather, Slippers of Gold: The History of a Lesbian Community
- 1994: Lambda Literary Awards